# Liste der Monuments historiques in Vauhallan
Die Liste der Monuments historiques in Vauhallan führt die Monuments historiques in der französischen Gemeinde Vauhallan auf.

## Liste der Bauwerke
| Bezeichnung                     | Beschreibung | Standort                   | Kennzeichnung | Schutzstatus | Datum | Bild |
| ------------------------------- | ------------ | -------------------------- | ------------- | ------------ | ----- | ---- |
| Friedhofskreuz                  |              | (Lage)                     | PA00088026    | Inscrit      | 1984  |      |
| Kirche St-Rigomer-Ste-Ténestine |              | Impasse de l’église (Lage) | PA00088027    | Inscrit      | 1927  |      |
| Ferme des Arpentis (Bauernhof)  |              | Chemin des Arpentis (Lage) | PA00088028    | Inscrit      | 1988  |      |

## Liste der Objekte
- Monuments historiques (Objekte) in Vauhallan der Base Palissy des französischen Kultusministeriums